# آسکارا
آسکارا (به اسپانیایی: Áscara) یک منطقهٔ مسکونی در اسپانیا است که در استان اوئسکا واقع شده‌است. آسکارا ۵۷ نفر جمعیت دارد و ۷۳۲ متر بالاتر از سطح دریا واقع شده‌است.